# Monoblastiopsis nigrocortina
Monoblastiopsis nigrocortina är en lavart som beskrevs av R.C. Harris & C.A. Morse 2008. Monoblastiopsis nigrocortina ingår i släktet Monoblastiopsis, ordningen Pleosporales, klassen Dothideomycetes, divisionen sporsäcksvampar och riket svampar.   Inga underarter finns listade i Catalogue of Life.